# Бергстрём, Яльмар
Яльмар Бергстрём (дат. Hjalmar Bergstrøm, 1 августа 1868, Копенгаген — 27 марта 1914, там же) — датский драматург и писатель
, педагог.

## Биография
В 1893 году получил степень магистра, долгое время работал учителем.
Первоначально писал романы и рассказы, но в 1901 году заявил о себе как драматург.
Всеобщее внимание вызвала его пьеса «Lunggor og C-ie» (1903, русск. перевод 1906), в которой изображено торжество финансового капитала; ещё более известна пьеса «Голос жизни» (1906, русск. перевод Ганзена, изд. Скирмунт, 1908 и Антик, 1913), проповедующая свободную любовь; драма долгое время не сходила со сцены европейских (отчасти и русских) театров. Драмы Я. Бергстрёма написаны под сильным влиянием «Столпов общества» и «Кукольного дома» Генрика Ибсена.
Вместе с Хенриком Понтоппиданом адаптировал для сцены рассказ «Lille rødhaette» («Красная шапочка» , 1900).

## Избранные произведения
Пьесы
- Idas Bryllup (1901),
- Møntergade 39 (1903),
- Langaard & Co. (1905),
- Karen Bornemann (1907),
- Det gyldne Skind (1908),
- Provens Dag,
- Hvad man talor om